# Język onondaga
Język onondaga – język plemienia Onondaga, będącego częścią ligi plemion Irokezów.
Używa się go w Stanach Zjednoczonych i Kanadzie, głównie w rezerwatach Indian na terenie stanu Nowy Jork.